# Ltjap
Ltjap (armeniska: Լճափ) är en ort i Armenien. Den ligger i den centrala delen av landet, 60 kilometer nordost om huvudstaden Jerevan. Ltjap ligger 1 929 meter över havet och antalet invånare är 1 032.
Terrängen runt Ltjap är platt åt nordost, men åt sydväst är den kuperad. Närmaste större samhälle är Gavar, 12,0 kilometer söder om Ltjap.
Runt Ltjap är det ganska tätbefolkat, med 72 invånare per kvadratkilometer.